# Boehmeria yaeyamensis
Boehmeria yaeyamensis là loài thực vật có hoa trong họ Tầm ma. Loài này được Hatus. mô tả khoa học đầu tiên năm 1979.